# Unterseeboot 1101
L'Unterseeboot 1101 ou U-1101 est un sous-marin allemand (U-Boot) de type VIIC utilisé par la Kriegsmarine pendant la Seconde Guerre mondiale.
Le sous-marin est commandé le 5 juin 1941 à Emden (Nordseewerke), sa quille posée le 18 mars 1943, il est lancé le 13 septembre 1943 et mis en service le 10 novembre 1943, sous le commandement du Leutnant zur See Rudolf Dübler.
L'U-1101 n'a ni coulé, ni endommagé de navire, n'ayant pris part à aucune patrouille de guerre.
Il se saborde en mai 1945.

## Conception
Unterseeboot type VII, l'U-1101 avait un déplacement de 769 tonnes en surface et 871 tonnes en plongée. Il avait une longueur totale de 67,10 m, un maître-bau de 6,20 m, une hauteur de 9,60 m, un tirant d'eau de 4,74 m et un tirant d'air de 4,86 m. Le sous-marin était propulsé par deux hélices de 1,23 m, deux moteurs diesel Germaniawerft M6V 40/46 de 6 cylindres en ligne de 1 400 cv à 470 tr/min, produisant un total de 2 060 à 2 350 kW en surface et de deux moteurs électriques Siemens-Schuckert GU 343/38-8 de 375 cv à 295 tr/min, produisant un total 550 kW, en plongée. Le sous-marin avait une vitesse en surface de 17,7 nœuds (32,8 km/h) et une vitesse de 7,6 nœuds (14,1 km/h) en plongée. Immergé, il avait un rayon d'action de 93 milles marins (150 km) à 4 nœuds (7,4 km/h; 4,6 milles par heure) et pouvait atteindre une profondeur de 230 m. En surface son rayon d'action était de 9426 milles nautiques (soit 15 170 km) à 10 nœuds (19 km/h).
L'U-1101 était équipé de cinq tubes lance-torpilles de 53,3 cm (quatre montés à l'avant et un à l'arrière) et embarquait quatorze torpilles. Il était équipé d'un canon de 8,8 cm SK C/35 (220 coups), d'un canon antiaérien de 20 mm Flak C30 en affût antiaérien et d'un canon 37 mm Flak M/42 qui tire à 15 350 mètres avec une cadence théorique de 50 coups par minute. Il pouvait transporter 26 mines Torpedomine A ou 39 mines Torpedomine B. Son équipage comprenait 4 officiers et 44 à 56 sous-mariniers.

## Historique
Il sert dans la 22. Unterseebootsflottille comme navire-école jusqu'au 28 février 1945, puis rejoint son unité de combat dans la 31. Unterseebootsflottille.
ll n’a jamais pris part à une patrouille ni à un combat.
L'U-1101 se saborde dans la baie de Gelting à la position géographique 54° 48′ N, 9° 49′ O, le 5 mai 1945, son équipage répondant à l’ordre lancé par l’amiral Dönitz (Opération Regenbogen).
L'épave est renflouée et démolie après la guerre.

## Affectations
- 22. Unterseebootsflottille du 10 novembre 1943 au 28 février 1945 (Navire-école).
- 31. Unterseebootsflottille du 1er mars 1945 au 5 mai 1945 (Unité combattante).

## Commandement
- Oberleutnant zur See Rudolf Dübler du 10 novembre 1943 au 5 mai 1945.